# Gwen Guthrie
Pour les articles homonymes, voir Guthrie.
Gwen Guthrie, née le 9 juillet 1950 à Newark (New Jersey) aux États-Unis et morte le 3 février 1999 à Orange (New Jersey), est une auteure-compositrice-interprète américaine.
Principalement connue pour son succès international de dance-RnB Ain't Nothin' Goin' On but the Rent en 1986, elle a coécrit des chansons pour Ben E. King, Sister Sledge, Martha Reeves et Roberta Flack et a été choriste pour de nombreux artistes, comme Aretha Franklin, Billy Joel, Manu Dibango, Peter Tosh ou Madonna.

## Biographie
Gwendolyn (Gwen) Guthrie est née et a grandi à Newark dans l'état américain du New Jersey. À l'école, elle étudie la musique classique et le piano. Au début des années 1970, elle rejoint les groupes vocaux The Ebonettes et The Matchmakers puis devient la chanteuse de East Coast, formation de funk-soul où joue Larry Blackmon, futur fondateur du groupe Cameo. En parallèle, elle travaille comme enseignante dans une école élémentaire.
En 1974, elle est choisie pour être choriste sur la chanson I'm in Love interprétée par Aretha Franklin qui atteint la première place du classement Hot Soul Singles, puis elle accompagne la « Queen of soul » en tournée.
Elle enregistre des jingles publicitaires, parfois avec son amie Valerie Simpson (la moitié du duo musical Ashford & Simpson), et coécrit avec un ex musicien de East Coast, Haras Fyre (dont le pseudonyme est Patrick Grant), la chanson Supernatural Thing qui marque le retour au sommet des hit-parades américains de Ben E. King en 1975. Le titre atteint en effet la première place du Hot Soul Singles et la 5e du Billboard Hot 100,.
Gwen Guthrie et son partenaire écrivent le single suivant de Ben E. King, Do It in the Name of Love, qui a aussi les honneurs des hit-parades de Billboard (4e du Hot Soul Singles et 60e du Hot 100).
Le duo signe également sept chansons du premier album du quatuor féminin Sister Sledge, Circle of Love, sorti en 1975, ainsi que la ballade soul, This Time I'll Be Sweeter, enregistrée la même année par Martha Reeves.
En 1976 Gwen Guthrie part en tournée aux côtés de Roberta Flack et compose pour elle la chanson God Don't Like Ugly. Elle travaille ensuite notamment avec l'artiste jamaïcain Peter Tosh sur les albums Mystic Man (1979) et Wanted: Dread and Alive (1981), faisant par la même occasion la connaissance du duo musical Sly and Robbie qui va produire son premier album solo, Gwen Guthrie, sorti en 1982. Le premier single qui en est extrait, It Should Have Been You, est un succès dans les discothèques américaines et entre en 1983 dans le classements des ventes en Nouvelle-Zélande, culminant à la 26e place.
Gwen Guthrie enchaîne avec les albums Portrait en 1983 et Just for You en 1985 qui donnent plusieurs singles qui entrent dans les classements R&B et Dance aux États-Unis. En 1986 est publié l'album Good to Go Lover dont le premier extrait Ain't Nothin' Goin' On But the Rent devient un tube dans plusieurs pays. Plus grand succès de Gwen Guthrie, il est notamment numéro 1 des classements R&B et Dance américains, 42e dans le Billboard Hot 100, numéro 1 en Nouvelle-Zélande, 5e au Royaume-Uni,,,,.
La reprise de (They Long to Be) Close to You, tirée du même album, connaît un joli succès en Nouvelle Zélande (9e) et au Royaume-Uni (25e),.
Avec le single Can't Love You Tonight en 1988, Gwen Guthrie parle ouvertement du SIDA, un sujet encore tabou à l'époque dans les médias américains, elle est ainsi une des premières chanteuses populaires à diffuser un message de prévention et à récolter des fonds pour lutter contre la maladie,.
L'album Lifeline, dont la chanson est extraite, n'entre pas dans les hit-parades, ni le suivant Hot Times sorti en 1990, qui sera le dernier album de Gwen Guthrie.
Des problèmes de santé contraignent la chanteuse à se mettre en retrait. Elle meurt le 3 février1999 d'un cancer de l'utérus.

## Discographie

### Albums et EP
avec le groupe East Coast
- 1973 : East Coast[16]

en solo
- 1982 : Gwen Guthrie
- 1983 : Portrait
- 1985 : Just for You
- 1985 : Padlock (EP)
- 1986 : Good to Go Lover
- 1988 : Lifeline
- 1990 : Hot Times

### Compilations
- 1987 : Ticket to Ride
- 1999 : Ultimate Collection